# 魔術師スカンクシリーズ
『魔術師スカンク』（まじゅつしスカンク）シリーズは、江波光則による日本のライトノベル。星海社FICTIONSから「ストーンコールド」「スピットファイア」「スーサイドクラッチ」の三冊が出版されている。

## あらすじ
超常的なドラッグを合成する黒人のドラッグディーラー「スカンク・バッツ」。彼の作るドラッグには、常軌を逸した境遇の若者達が巻き込まれた事件が常に絡んでいる。

## 登場人物

### 主要人物
スカンク・バッツ
黒人のドラッグディーラー。赤いスーツを着て長く白い髪をしている。流暢な日本語を話す。
主人公ではないが、彼の作るドラッグは失明した人間に他人の目を移植できる、死者を蘇らせるなど不思議な力があり、全編通して重要な役割を担っている。
佐々木祥一（ささき しょういち）
刑事。元同僚の将道が命を落とし、彼の娘である沙都の行方を追っている。
将道（まさみち）
元刑事。副総理大臣を追い詰めるなど正義感溢れる刑事だったが、娘の沙都がかつて学校の不良グループの凄惨ないじめを受け、更にそのリーダー格の凌麻に拉致されたことから彼らの行方を追っていたが志半ばで倒れる。
沙都（さと）
将道の娘でいじめの被害者。同級生の倫子がバイト先の客だった元副総理大臣に依頼されたことにより、彼女に所属していた不良グループに拷問まがいのいじめを受け続けるも、頭を坊主にするなどして抵抗していた。しかしある時凌麻に拉致され、レイプビデオに出演させられることになる。

### 「ストーンコールド」の登場人物
雪路（ゆきじ）
第一作「ストーンコールド」の主人公。父親は悪徳資産家で、父の教育から物事をすべて損得勘定で考える癖がある。父親の金を使って学校内で好き勝手なことをしていたが、父の逮捕によって一転し凄惨ないじめを受けるようになり、ガスガンの一斉射撃によって左目を失明することになる。後にたまたま出会った将道からベレッタM8000を手に入れたことからクラスメート全員への「取り立て」を計画する。
真波（まなみ）
クラスの中でいじめられていた少女。半ば援助交際という形で雪路に処女を奪われ、その後何度も彼女とセックスする仲になる。
光輝（みつてる）
雪路のクラスメイト。クラスの中心で、雪路のイジメの主犯格。
雅（みやび）
雪路のクラスメイト。クラスの中心で、雪路のイジメの主犯格。
友弥（ゆうや）
雪路のクラスメイト。光輝と雅の次に発言力がある。
聡美（さとみ)
雪路のクラスメイト。光輝の彼女。真波をいじめていた。
美紀（みき）
雪路のクラスメイト。友弥が好き。
南雲（なぐも）
銃器の密売人。雪路に拳銃の弾を売る。
桐雄（きりお）
妻と一緒に夫婦で逃がし屋をやっている。スカンクの薬が原因で自殺した息子がいたため、スカンクと対立している。
雪路の父親
警察に逮捕されて刑務所にいる。息子同様終始金や損得勘定のことしか考えていないが、取引する関係な相手に対しては真摯な一面を持つ。

### 「スピットファイア」の登場人物
弦（げん）
第2作「スピットファイア」の主人公。沙都の同級生で、20歳だが高校生をしている。幼い頃にいとこにハサミで刺された過去があり動物の死体や「殺してもいいクズ」と感じた人間を刃物で解体する衝動に内側に秘めていて、少年時代に同級生を刺してから施設に入れられていた。沙都へのいじめは一貫して傍観者に過ぎなかったが、その凶暴な衝動を倫子と凌麻に向けている。凌麻を卒業記念に殺すため彼の居場所を突き止めようとするが、その過程でスカンクのドラッグを偶然手にしたことから騒動に巻き込まれる。
春鷹（はるたか）
弦の友人で金持ちの息子。身長150cmほどの小柄な体格だが、体重は100kg近くあり人間離れした戦闘能力を持つ。重度のアニメオタクであり、部屋中がアニメのポスターやアニメグッズに覆われている。
倫子（りんこ）
学校の不良グループの一員であり沙都をいじめた主犯格。巨乳で売春宿まがいのバーでアルバイトをしている上、自分に襲いかかってきた相手には容赦なくブラックジャックを振り回して昏倒させる凶暴さを持つ。誰かに愛情や興味を持って貰うことをこの上なく求めており、自らを切り刻みたい弦に好意に近い感情を持つ。反対に自分を見下したり嫌悪したりする人間に容赦がなく、自分を見下す沙都のことを激しく虐げた一方で、壮絶ないじめに屈しない彼女に感心を抱いていた。
凌麻（りょうま）
学校の不良グループのリーダー格で沙都に対するいじめのもうひとりの主犯格。沙都が行方不明になった後は学校を中退してフリーの犯罪者になっている。スカンクのドラッグを密売していたが、弦と春鷹に襲撃されたことによって、彼らだけでなくスカンクからも狙われるようになる。
真理夫（まりお）
学校の不良グループの一員であり凌麻の取り巻き。沙都へのいじめを面白がっていた。スポーツ推薦で大学に受かった反面、彼のドラッグの売買を手伝うバイトをしていたりもする。弦と春鷹に襲われ、ナイフで刺されるなど散々な目に遭う。
利香子（りかこ）
他校の体育教師で弦の保護担当官。格闘技に精通し男にも決して負けない実力を持つ。格闘家の景虎と付き合っているという噂がある。
竜胆（りんどう）
暴力団幹部。「スピットファイア」での事件に巻き込まれ、沙都の拉致監禁にも関わっている。

### 「スーサイドクラッチ」の登場人物
秋斗（あきと）
第3作「スーサイドクラッチ」の主人公。沙都の幼馴染の少年。かつては喧嘩が強く頑健な肉体を誇っていたが、沙都の輪姦ビデオを見てから無気力になってスカンクが作ったドラッグに依存し、同棲相手の美尋と一緒に自堕落な生活を送っていた。しかしある日、沙都の捜索を決意する。
美尋（みひろ）
秋斗と同棲しているゴスロリファッションの女性。大勢の男と奔放な性遍歴を持つが、秋斗とは関係を持っていない。ゲームが好きで、ガンマニアとしての一面を持つ。
景虎（かげとら）
チンピラだらけの格闘技団体の元スター選手でトレーナー。秋斗のなまった身体を鍛え直すスパーリングパートナーを務めた。
榊（さかき）
秋斗の知り合いで、大工のような格好をした金髪の男。大勢の女性とセックスしているが、「二度とセックスしたくない」と言われるほどセックスには身勝手だという。
カサイ
中古ゲームショップの店主をしている中年男。影ではスカンクのドラッグを売人達に渡す仲介人の仕事をしている。